# Parlament Estonije
Riigikogu (estonsko: [ˈriːɡ̊iˈkoɡ̊u] (iz estonščine riigi-, »državna«, in kogu, »skupščina«) je enodomni parlament Estonije. Poleg potrjevanja zakonodaje parlament imenuje visoke uradnike, vključno s predsednikom vlade in predsednikom vrhovnega sodišča, ter izvoli (sam ali po potrebi skupaj s predstavniki lokalne oblasti v okviru širšega volilnega kolegija) predsednika države. 
Med drugimi nalogami Riigikogu ratificira tudi pomembne tuje pogodbe, ki nalagajo vojaške in lastninske obveznosti ter spreminjajo zakonodajo, potrjuje proračun, ki ga vlada predloži kot zakon, in nadzoruje izvršilno oblast.

## Zgodovina
Otvoritvena seja estonske ustavodajne skupščine 23. aprila 1919 velja za datum ustanovitve estonskega parlamenta. Riigikogu, ustanovljen v skladu z ustavo iz leta 1920, je imel 100 članov, izvoljenih za triletni mandat na podlagi proporcionalne zastopanosti. Volitve so bile razpisane za prvo nedeljo v maju tretjega leta parlamentarnega mandata. Prve volitve v Riigikogu so bile leta 1920. Med letoma 1923 in 1932 so bile še štiri volitve v Riigikogu. Volitve so bile regionalne, na prvih dveh volitvah brez volilnega praga, od leta 1926 pa se je uporabljal zmeren prag dveh odstotkov. Zasedanja Riigikoguja potekajo v gradu Toompea, kjer je bila v letih 1920–1922 na nekdanjem dvorišču srednjeveškega gradu zgrajena nova stavba v nenavadnem ekspresionističnem slogu.
Leta 1933 so bile na referendumu sprejete spremembe prve ustave, ki so predsedniku z izvršno oblastjo podelile večja pooblastila. Z njimi je naslednje leto parlament razpustil in razglasil vojno stanje, da bi preprečil domnevni državni udar. Leta 1937 je bila na referendumu sprejeta druga ustava, ki je uvedla dvodomno zakonodajno telo - Poslansko zbornico (Riigivolikogu) in Državni svet (Riiginõukogu). Volitve so bile nato leta 1938, na njih so lahko kandidirali le posamezni kandidati.
V naslednjih obdobjih sovjetske okupacije (1940–41), nemške okupacije (1941–44) in druge sovjetske okupacije (1944–1991) je bil parlament razpuščen. Prostore Riigikoguja je med drugo sovjetsko okupacijo uporabljal Vrhovni sovjet Estonske SSR.

### Povrnitev neodvisnosti
Septembra 1992, leto po tem, ko je Estonija ponovno pridobila neodvisnost od Sovjetske zveze, so bile na podlagi tretje estonske ustave, sprejete na referendumu poleti istega leta, izvedene volitve v parlament. Ustava iz leta 1992, ki vključuje elemente ustav iz let 1920 in 1938 ter izrecno potrjuje njeno kontinuiteto z estonsko državo, kakršna je obstajala med letoma 1918 in 1940, vrača enodomni parlament s 101 članom. 
Glavni razliki med sedanjim sistemom in čistim sistemom politične zastopanosti oziroma proporcionalnim sistemom sta določeni 5-odstotni nacionalni prag in uporaba spremenjene D'Hondtove formule (delitelj se dvigne na potenco 0,9). Ta sprememba povzroča večjo nesorazmernost kot običajna oblika formule.

## Kanclerija
5. oktobra 1992 je bil ustanovljen kanclerija Riigikogu (estonsko Riigikogu Kantselei), to je uprava, ki podpira Riigikogu pri opravljanju njegovih ustavnih funkcij. Oddelki kanclerskega urada opravljajo vsakodnevne funkcije.